# Мелані Тьєррі
Мелані́ Тьєррі́ (фр. Mélanie Thierry; нар. 17 липня 1981, Сен-Жермен-ан-Ле, Франція) — французька акторка, модель та кінорежисерка.

## Біографія
Мелані Тьєррі народилася 17 липня 1981 року в Сен-Жермен-ан-Ле, що в департаменті Івлін у Франції. З 13-річного віку почала кар'єру в модельному бізнесі, ставши до 18 років однією з найзатребуваніших моделей Франції. В кіно дебютувала в 1999 році в музичній драмі італійського режисера Джузеппе Торнаторе «Легенда про піаніста». Торнаторе вирішив запросити її у свій фільм, побачивши її світлини в одному з номерів журналу Vogue-Італія.
Наступною акторською роботою Тьєррі стала роль Есмеральди у стрічці Патріка Тімсіта «Квазімодо». Потім вона знялася в комедії «15 серпня» з Рішаром Беррі. Незабаром з'явилася в кількох популярних телесеріалах, а також виконала головну роль в постановці гучної п'єси Аманди Штер «Старий білявий єврей».
У 2007 році відбулася прем'єра трилера «Кризаліс», де Мелані Тьєррі знялася з Альбером Дюпонтелем. У 2008 акторка з'явилася в екшн-трилері «Ларго Вінч: Початок», заснованому на популярній серії коміксів, і дебютувала в Голлівуді, в науково-фантастичній стрічці Матьє Кассовітца «Вавилон нашої ери».
У 2009 році Тьєррі виконала головну роль у драмі Філіппа Годо «Відхожа чарка». За роботу у цьому фільмі Тьєррі отримала свою першу кінопремію «Сезар» в номінації «Багатонадійна акторка». Цього ж року за головну роль в паризькій постановці п'єси Теннессі Вільямса «Лялечка» (Baby Doll) акторка номінувалася на головну французьку театральну премію Мольєра.
Мелані Тьєррі часто знімається в костюмованих драмах. У 2003 році вона з'явилася в мінісеріалі Джо Райта «Останній король», потім зіграла Шарлоту Дерів в історичній драмі «Інший Дюма» (2009) та зіграла головну роль у фільмі Бертрана Таверньє «Принцеса де Монпансьє» (2010), який заснований на знаменитій новелі мадам де Лафайєт.
У 2010 році стала обличчям рекламної кампанії парфумів «Belle d'Opium» — нової версії аромату від «Yves Saint Laurent». У рекламному ролику вона виконала чуттєвий танець, поставлений хореографом Акрамом Ханом.
У 2017 році Мелані Тьєррі знялася у фільмі Альбера Дюпонтеля «До побачення там, нагорі», зігравши роль Полін, за яку була номінована в категорії «Найкраща акторка другого плану» на премію «Сезар» 2018 року.

## Особисте життя
З 2002 року Мелані Тьєррі перебуває у фактичному шлюбі зі співаком і актором Рафаелем Арошем (нар. 1975). У пари є два сини — Роман Арош (нар. 24.05.2008) і Альоша Арош (нар. 31.12.2013).

## Фільмографія
| Рік       |    | Українська назва         | Оригінальна назва                    | Роль                                         |
| --------- | -- | ------------------------ | ------------------------------------ | -------------------------------------------- |
| 1996      | тф | Американський            | L'amerloque                          | Генріетта                                    |
| 1997      | тф |                          | Parisien tête de chien               | Шаенталь                                     |
| 1997      | тф | Гарно виховані люди      | Des gens si bien élevés              | Агата                                        |
| 1998      | ф  | Легенда про піаніста     | La leggenda del pianista sull'oceano | дівчина                                      |
| 1999      | ф  | Квазімодо                | Quasimodo d'El Paris                 | Есмеральда / Аньєс                           |
| 2000      | ф  | Закон протилежностей     | Canone inverso - Making Love         | Софі Леві                                    |
| 2001      | ф  | 15 серпня                | 15 août                              | Жулі                                         |
| 2002      | ф  | Жожо-картопля            | Jojo la frite                        | Камілла                                      |
| 2003      | с  | Останній король          | Charles II: The Power & the Passion  | Луїза де Кероаль                             |
| 2004      | тф | Дитя світанку            | L'enfant de l'aube                   | Камілла                                      |
| 2004      | тф | Римська імперія: Нерон   | Imperium: Nerone                     |                                              |
| 2005      | ф  | Голі                     | Écorchés                             | Леа                                          |
| 2005      | кф | Банкет                   | Convivium                            | Ева                                          |
| 2006      | ф  | Плутоній-239             | The Half Life of Timofey Berezin     | Оксана                                       |
| 2006      | ф  | Вибачте мені             | Pardonnez-moi                        |                                              |
| 2006      | с  | Сімейне свято            | Fête de famille                      | Бетті                                        |
| 2007      | ф  | Кризаліс                 | Chrysalis                            | Манон Брюген                                 |
| 2008      | ф  | Вавилон нашої ери        | Babylon A.D.                         | Аврора                                       |
| 2008      | ф  | Ларго Вінч: Початок      | Largo Winch                          | Леа/Наомі                                    |
| 2009      | ф  | Я розминуся з тобою      | Je vais te manquer                   | Орнелла                                      |
| 2009      | ф  | Відхожа чарка            | Le dernier pour la route             | Магалі                                       |
| 2009      | ф  | Інший Дюма               | L'autre Dumas                        | Шарлотта Дерів                               |
| 2010      | ф  | Принцеса де Монпансьє    | La princesse de Montpensier          | Марі де Монпансьє                            |
| 2011      | ф  | Незавершений роман       | Impardonnables                       |                                              |
| 2011      | кф | Швидкість минулого       | La vitesse du passé                  | Марго                                        |
| 2012—2016 | с  | Порожня корона           | The Hollow Crown                     | принцеса Катрін                              |
| 2012      | ф  | Я стану краще            | Ombline                              | Омблін Моран                                 |
| 2012      | ф  | Як брати                 | Comme des frères                     | Шарлі                                        |
| 2013      | ф  | Інше життя Рішара Кемпа  | L'autre vie de Richard Kemp          | Елена Баттістеллі                            |
| 2013      | ф  | Заради жінки             | Pour une femme                       |                                              |
| 2013      | ф  | Теорема Зеро             | The Zero Theorem                     | Банслі                                       |
| 2014      | ф  | Царство краси            | Le règne de la beauté                | Стефані                                      |
| 2015      | ф  | Ідеальний день           | A Perfect Day                        | Софі                                         |
| 2015      | ф  | Я не мерзотник           | Je ne suis pas un salaud             | Каріна                                       |
| 2016      | ф  | Танцівниця               | La danseuse                          | Габріель Блок                                |
| 2017      | ф  | До побачення там, нагорі | Au revoir là-haut                    | Пауліна                                      |
| 2017      | ф  | Біль                     | La douleur                           | Маргеріт Дюрас (на той час Маргеріт Антельм) |
| 2020      | ф  | П'ятеро однієї крові     | Da 5 Bloods                          | Гедді                                        |

## Визнання
У січні 2013 року Мелані Тьєррі була нагороджена французьким орденом Мистецтв та літератури (кавалер).
| Нагороди та номінації Мелані Тьєррі | Нагороди та номінації Мелані Тьєррі | Нагороди та номінації Мелані Тьєррі | Нагороди та номінації Мелані Тьєррі |
| Рік                                 | Категорія                           | Фільм                               | Результат                           |
| ----------------------------------- | ----------------------------------- | ----------------------------------- | ----------------------------------- |
| Міжнародний кінофестиваль у Люшоні  |                                     |                                     |                                     |
| 2006                                | Найкраща молода акторка             | Сімейне свято                       | Перемога                            |
| Премія «Сезар»                      |                                     |                                     |                                     |
| 2010                                | Найперспективніша акторка           | Відхожа чарка                       | Перемога                            |
| 2017                                | Найкраща акторка другого плану      | Танцівниця                          | Номінація                           |
| 2018                                | Найкраща акторка другого плану      | До побачення там, нагорі            | Номінація                           |
| 2019                                | Найкраща акторка                    | Біль                                | Номінація                           |
| Кінофестиваль у Кабурі              |                                     |                                     |                                     |
| 1932                                | «Золотий Сван» найкращій акторці    | Біль                                | Перемога                            |
| Премія «Люм'єр»                     |                                     |                                     |                                     |
| 2019                                | Найкраща акторка                    | Біль                                | Номінація                           |
| Премія «Кришталевий глобус»         |                                     |                                     |                                     |
| 2019                                | Найкраща акторка                    | Біль                                | Номінація                           |